# Комаров Олександр Андрійович
Олександр Андрійович Комаров (рос. Александр Андреевич Комаров; нар. 5 травня 1999, Санкт-Петербург) — російський і сербський борець греко-римського стилю, чемпіон та дворазовий бронзовий призер чемпіонатів Європи. Майстер спорту Росії міжнародного класу.

## Життєпис
Боротьбою почав займатися в 7 років. Перший тренер Габідуллін Дамір Манаффович. Тренується в КШВСМ. Тренер Габідуллін Дамір Манаффович, другий тренер Комаров Андрій Павлович, який є батьком спортсмена. Старший брат Олександра Артем є майстром спорту Росії з греко-римської боротьби.
Олександр Комаров по два рази ставав чемпіоном світу та Європи серед кадетів та чемпіоном світу та Європи серед юніорів.
Чемпіон Росії 2019 року.
Восени 2023 року одружився із сербкою. З 2024 року представляє Сербію.

## Спортивні результати на міжнародних змаганнях

### Виступи на Олімпіадах
| Змагання                    | Збірна | Вагова категорія                 | Місце |
| --------------------------- | ------ | -------------------------------- | ----- |
| Літні Олімпійські ігри 2024 | Сербія | греко-римська боротьба, до 87 кг | 8     |

### Виступи на Чемпіонатах світу
| Змагання                        | Збірна | Вагова категорія                 | Місце |
| ------------------------------- | ------ | -------------------------------- | ----- |
| Чемпіонат світу з боротьби 2019 | Росія  | греко-римська боротьба, до 87 кг | 11    |

### Виступи на Чемпіонатах Європи
| Змагання                         | Збірна | Вагова категорія                 | Місце  |
| -------------------------------- | ------ | -------------------------------- | ------ |
| Чемпіонат Європи з боротьби 2019 | Росія  | греко-римська боротьба, до 82 кг | Бронза |
| Чемпіонат Європи з боротьби 2020 | Росія  | греко-римська боротьба, до 87 кг | Бронза |
| Чемпіонат Європи з боротьби 2024 | Сербія | греко-римська боротьба, до 87 кг | Золото |

### Виступи на інших змаганнях
| Змагання                                                   | Збірна                   | Вагова категорія                 | Місце  |
| ---------------------------------------------------------- | ------------------------ | -------------------------------- | ------ |
| Турнір Германа Каре 2017                                   | Росія                    | греко-римська боротьба, до 80 кг | Золото |
| Меморіал Кристьяна Палусалу 2017                           | Росія                    | греко-римська боротьба, до 80 кг | Золото |
| Кубок Вантаа з боротьби 2017                               | Росія                    | греко-римська боротьба, до 80 кг | Золото |
| Кубок Хапаранди з боротьби 2017                            | Росія                    | греко-римська боротьба, до 80 кг | Золото |
| Кубок Хапаранди з боротьби 2018                            | Росія                    | греко-римська боротьба, до 82 кг | Золото |
| Чемпіонат Росії з боротьби 2019                            | Росія                    | греко-римська боротьба, до 82 кг | Золото |
| Турнір Дана Колова — Николи Петрова 2019                   | Росія                    | греко-римська боротьба, до 82 кг | Золото |
| Гран-прі Німеччини з боротьби 2019                         | Росія                    | греко-римська боротьба, до 87 кг | Золото |
| Кубок Алроси 2019                                          | Росія                    | команда                          | Золото |
| Кубок Алроси 2019                                          | Росія                    | Multiple Style Event, до G87 кг  | Золото |
| Кубок Росії 2020                                           | Росія                    | греко-римська боротьба, до 87 кг | Золото |
| Гран-прі Москви з боротьби 2020                            | Росія                    | греко-римська боротьба, до 87 кг | Золото |
| Чемпіонат Росії з боротьби 2021                            | Росія                    | греко-римська боротьба, до 87 кг | Бронза |
| Міжнародний турнір Любомира Івановича-Гедзи 2021           | Федерація боротьби Росії | греко-римська боротьба, до 87 кг | Бронза |
| Відкритий чемпіонат Загреба з боротьби 2024                | Сербія                   | греко-римська боротьба, до 87 кг | Бронза |
| Олімпійський кваліфікаційний турнір з боротьби 2024 (Баку) | Сербія                   | греко-римська боротьба, до 87 кг | Золото |
| Кубок Владислава Пітласинські 2024                         | Сербія                   | греко-римська боротьба, до 87 кг | Золото |

### Виступи на змаганнях молодших вікових груп
| Змагання                                       | Збірна | Вагова категорія                 | Місце  |
| ---------------------------------------------- | ------ | -------------------------------- | ------ |
| Чемпіонат Європи з боротьби серед кадетів 2015 | Росія  | греко-римська боротьба, до 69 кг | Золото |
| Чемпіонат світу з боротьби серед кадетів 2015  | Росія  | греко-римська боротьба, до 69 кг | Золото |
| Чемпіонат Європи з боротьби серед кадетів 2016 | Росія  | греко-римська боротьба, до 85 кг | Золото |
| Чемпіонат світу з боротьби серед кадетів 2016  | Росія  | греко-римська боротьба, до 76 кг | Золото |
| Чемпіонат Європи з боротьби серед юніорів 2017 | Росія  | греко-римська боротьба, до 84 кг | Золото |
| Чемпіонат світу з боротьби серед юніорів 2017  | Росія  | греко-римська боротьба, до 84 кг | Золото |
| Чемпіонат Європи з боротьби серед юніорів 2018 | Росія  | греко-римська боротьба, до 82 кг | Золото |
| Чемпіонат світу з боротьби серед юніорів 2018  | Росія  | греко-римська боротьба, до 82 кг | Золото |